# Église de Saint-Antoine-du-Rocher
 (novembre 2019).
L'église Saint-Antoine-du-Rocher est une église située dans la commune du même nom de Saint-Antoine-du-Rocher, en France.

## Histoire
La construction de l’actuelle église de Saint-Antoine-du-Rocher commence au XIe siècle. Elle est construite sur le coteau et domine le bourg. Cette église pourrait être construite sur les ruines d'un lieu de culte plus ancien, la paroisse, alors nommée Saint Pierre de Belle Vallée étant attestée dès le VIe siècle. L'église est par la suite modifiée aux XVe et XVIe siècles. L’édifice est restauré à la fin du XIXe siècle, en 1895 et 1896. 
Cet édifice est placé sous le vocable de Saint Antoine, moine du VIe siècle issu de l'abbaye de Saint-Julien de Tours, venu vivre en ermite dans une grotte au bord d'une source. Cette grotte et cette source sont situées dans le bourg de Saint-Antoine-du-Rocher où une chapelle a été érigée au milieu du XIXe siècle. Durant tout l’Ancien Régime, cette église dépendait de l’abbaye Saint-Julien de Tours. 
Cette église possède une large nef unique, prolongée par un chœur rectangulaire fermé par un chevet plat. La nef de l’église est surmontée d’un clocher avec coupole coiffée d'une croix, d'un coq et d'un paratonnerre. Dix vitraux permettent à la lumière de pénétrer dans l'édifice : un à l'est, un autre à ouest, cinq vitraux sur le mur sud et trois sur le mur nord. 

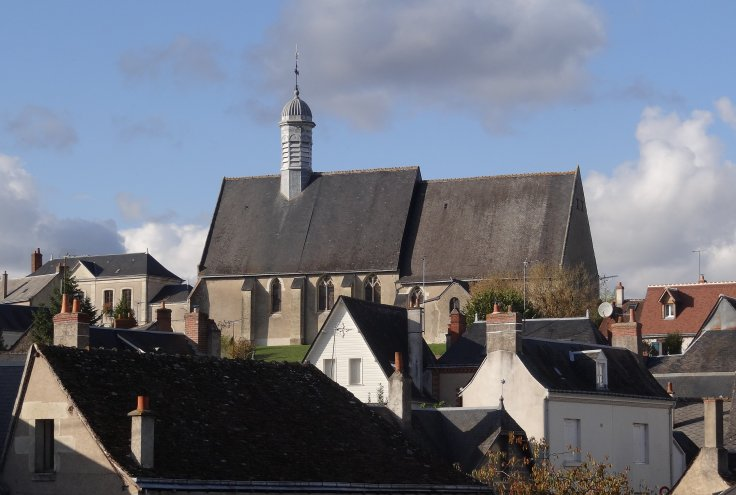
L'église Saint Antoine dans le bourg
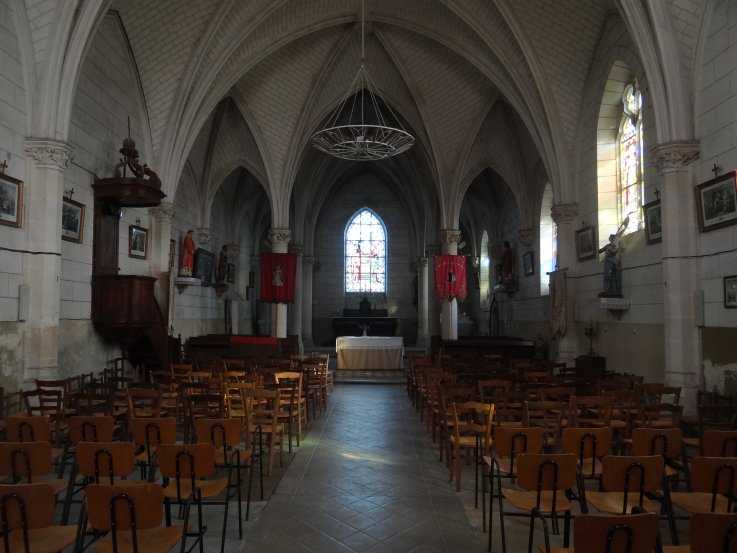
Vue intérieure, vers l'est
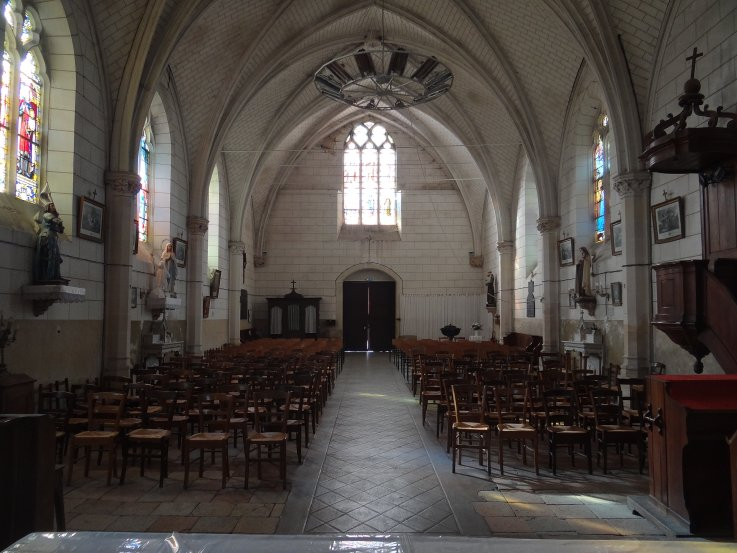
Vue intérieure, vers l'ouest

## Vitraux et mobilier

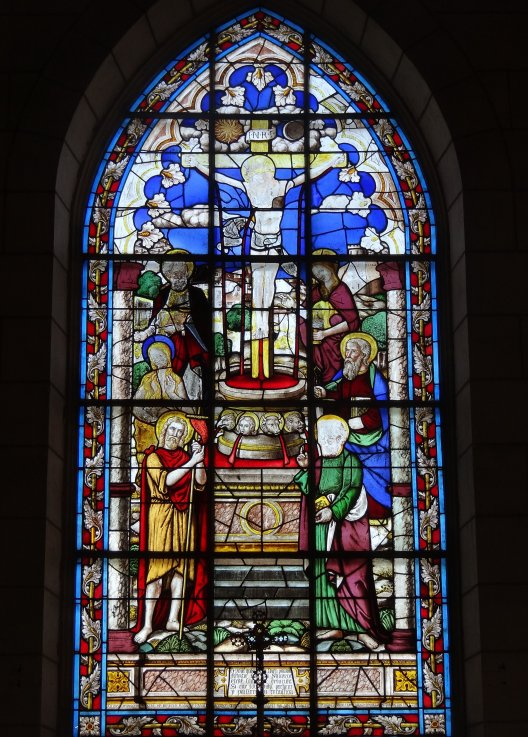
La Fontaine de Vie, du XVIe siècle. Sur la cuve se trouvent les attributs des quatre évangélistes

Le chevet de l’église paroissiale est percé d’un grand vitrail sans remplage couronnée par un tympan ogival. Ce vitrail, datant de la première moitié du XVIe siècle, représente la Fontaine de vie. La croix portant le Christ est dressée au milieu d'un pressoir où tombe en jets le sang du Christ. Ce sang vermeil s'échappe de la cuve par quatre mascarons représentant les attributs des quatre évangélistes : l’aigle de saint Jean, la tête d’ange de saint Matthieu, le bœuf de saint Luc et le lion de saint Marc. Les apôtres, Marie et sainte Madeleine contemplent une scène qui trouve toute sa résonance dans un pays de vignoble. Ce vitrail a fait l’objet de plusieurs restaurations, notamment de 1895 à 1896 par Joseph Prosper Florence, et au XXe siècle. Ce vitrail a été classé Monument Historique en 1939.    
Les autres vitraux de l’église ont été offerts dans les années 1890. Ils ont été réalisés par le maître verrier tourangeau Joseph-Prosper Florence, successeur de Lucien-Léopold Lobin.
L’église renferme également un panneau de bois peint portant la date de 1594, classé Monument Historique en 1941[réf. souhaitée]. Il est vraisemblablement un fragment d’un polyptyque ; les autres panneaux ayant disparu. Il se décompose en sept cartouches qui relatent six scènes de la vie de saint Claude de Besançon, archevêque de Besançon au VIIe siècle. Chaque scène est accompagnée d'une légende rédigée en français et constituée de deux vers. Au milieu du panneau, le cartouche central représente saint Claude en habit d’évêque : aube blanche, chape bleue rehaussée de liserés d'or, gants rouges ornés de chevalières et de l'anneau épiscopal et mitre blanche et or. Claude est assis sur un trône inscrit dans un décor architecturé. De sa main droite, il fait le geste de bénédiction, de sa main gauche, il porte la croix archiépiscopale. Au dessous du cartouche central figure le poème suivant : 
MONSIEUR SAINCT CLAUDE AMY DE DIEU INTIME

QUE NOUS DEVONS AVOIR TOUS EN ESTIME

VRAY CATHOLIQUE ET FIDELLE PASTEUR

VESQUIT SI BIEN QU’AVEC JOYE ASSOUVIE

MIRACULEUX RE(N)DIT AUX MORTS LA VIE

AU NOM PUISSANT DE NOSTRE REDE(M)PTEUR

1594
Les deux chapelles latérales encadrant le chœur abritent chacune une statue en céramique signée Charles-Jean Avisseau(1795-1861). Réalisées en 1837 et 1838, elles représentent la Vierge Marie écrasant le serpent et saint Antoine. Ces statues ont été classées Monument Historique en 1993[réf. souhaitée].    
Le clocher abrite une cloche datée de 1431. Prénommée Louis Charles, elle fut refondue en 1724 et 1952. Cette cloche donne la note "do" et a une hauteur de 65 centimètres pour 80 centimètres de diamètre. Elle fut classée Monument Historique en 1942[réf. souhaitée].

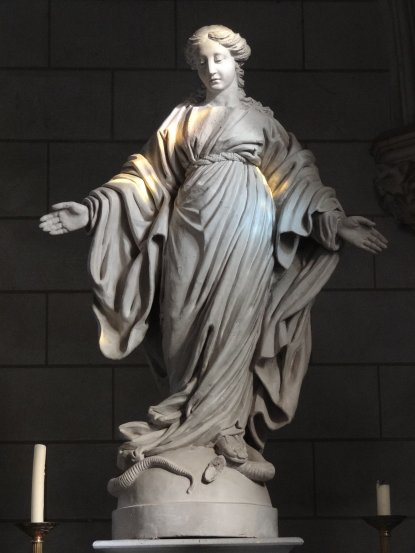
La Vierge Marie écrasant le serpent. Charles-Jean Avisseau, 1837
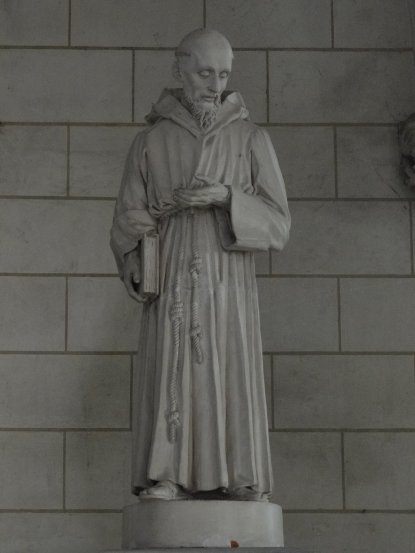
Saint Antoine. Charles-Jean Avisseau, 1838
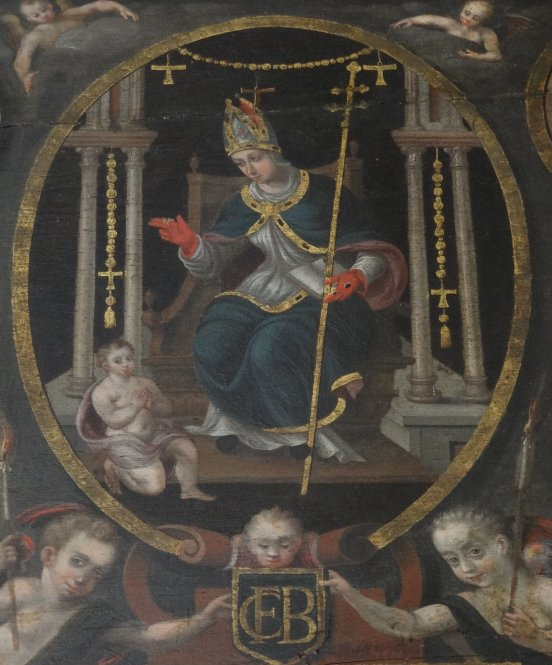
Vie de saint Claude de Besançon, détail, saint Claude Archevêque
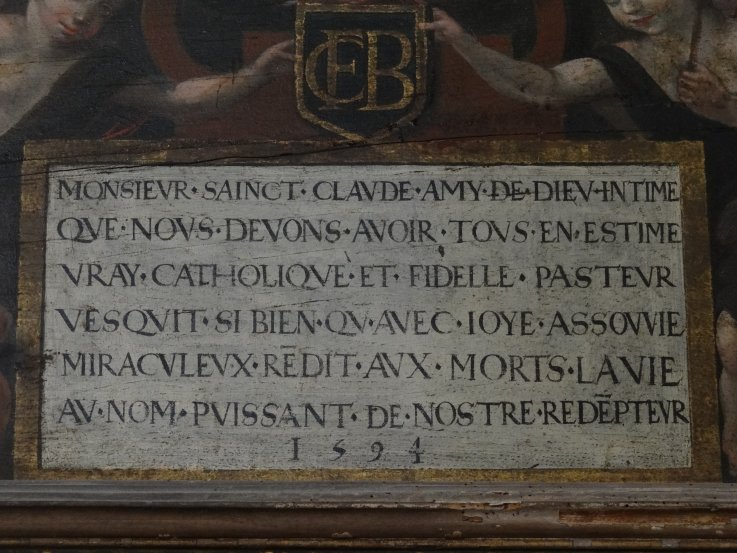
Vie de saint Claude de Besançon, détail
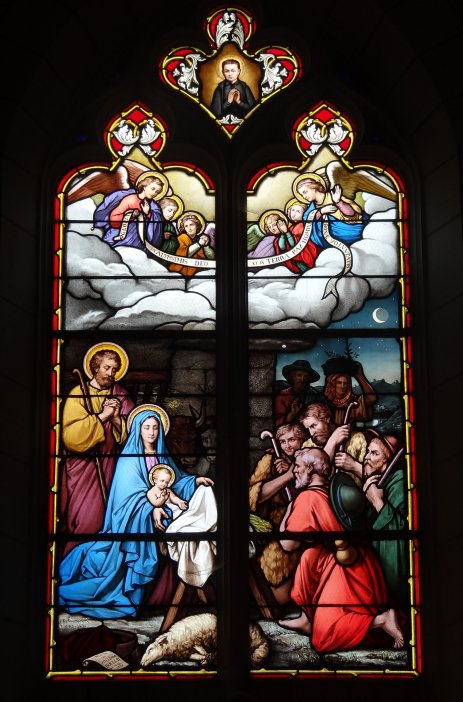
L'adoration des bergers. Joseph-Prosper Florence, 1896
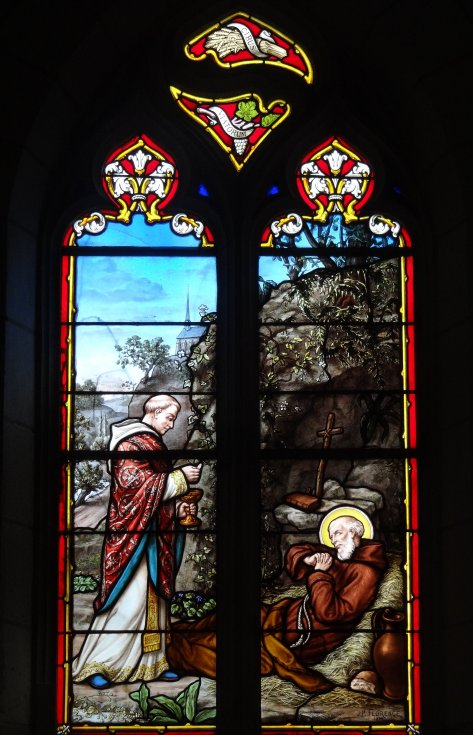
Un prêtre apporte la communion à saint Antoine, ermite. Joseph-Prosper Florence, 1896